# Frœschwiller
Frœschwiller (en alsacià Freschwiller) és un municipi francès, situat a la regió del Gran Est, al departament del Baix Rin. L'any 1999 tenia 564 habitants.
Forma part del cantó de Reichshoffen, del districte de Haguenau-Wissembourg i de la Comunitat de comunes Sauer-Pechelbronn.

## Demografia
| 1962 | 1968 | 1975 | 1982 | 1990 | 1999 |
| ---- | ---- | ---- | ---- | ---- | ---- |
| 438  | 465  | 484  | 508  | 515  | 564  |

## Administració
| Període   | Identitat     | Partit |
| --------- | ------------- | ------ |
| 1947-1971 | Frédéric Jost |        |
| 1971-1979 | Tom Moritz    |        |
| 1979-2008 | Bernard Logel |        |
| 2008-     | Jean Muller   |        |